# Félicien Courbet
Félicien Jules Émile Courbet (Ixelles, Brussel·les-Capital, 25 de febrer de 1888 – 1967) va ser un waterpolista i nedador belga que va competir durant el primer quart del segle xx.
Durant la seva carrera esportiva va disputar tres Jocs Olímpics. El 1908 va prendre part en els Jocs de Londres, on a disputar la prova dels 200 metres braça del programa de natació, on fou eliminat en semifinals. Quatre anys més tard, als Jocs d'Estocolm, va guanyar la medalla de bronze en la competició de waterpolo, mentre en els 200 i 400 metres braça de la competició de natació fou eliminat en semifinals. El 1920, als Jocs d'Anvers, va disputar dues proves del programa de natació, els 200 i 400 metres braça, però fou eliminat en sèries.